# Florian Kehrmann

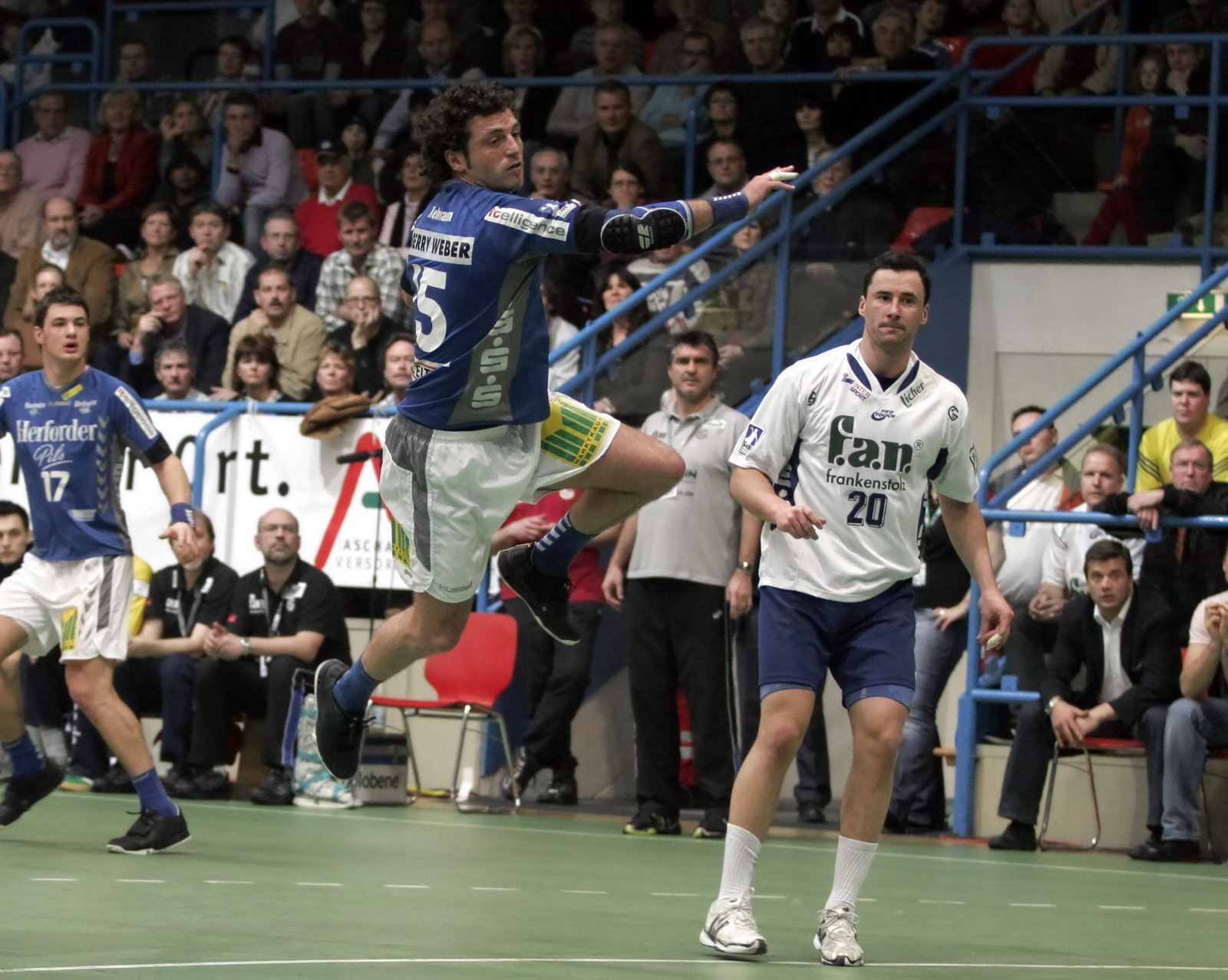
Florian Kehrmann podczas gry

Florian Kehrmann (ur. 26 czerwca 1977 roku w Neuss) – niemiecki piłkarz ręczny, reprezentant kraju. W 2004 roku zdobył srebrny medal igrzysk olimpijskich, a także w 2007 roku złoty medal mistrzostw świata. Obecnie jest zawodnikiem TBV Lemgo. Występuje na pozycji prawoskrzydłowego.

## Kluby
- 1994-1995  TUSEM Essen
- 1995-1999  Sportring Solingen
- 1999-  TBV Lemgo

## Sukcesy

### reprezentacyjne

#### Mistrzostwa Świata
- (2007)
- (2003)

#### Mistrzostwa Europy
- (2004)
- (2002)

#### Igrzyska olimpijskie
- (2004)

### klubowe

#### Puchar DHB
- (2002)

#### Puchar EHF
- (2006, 2010)

#### Mistrzostwo Niemiec
- (2003)

## Wyróżnienia
- 2004, 2005, 2006 – Najlepszy piłkarz ręczny roku w Niemczech
- 2008 – Najlepszy prawoskrzydłowy Mistrzostw Europy